# 6. tisočletje in pozneje
Tu so zbrane astronomske napovedi za prihodnost in dogodki iz fikcije.

## Astronomski dogodki
- 11 800 - Barnardova zvezda se bo Zemlji približala na 3,8 svetlobnih let
- 13. september 13 425 - s presledkom 16 ur se bosta zvrstila prehoda Merkurja in Venere

## Religiozni dogodki
- 431. tisočletje je po hindujskih svetih pismih konec trenutnega obdobja Kali juge (Obdobje Kali). Začne se Satija juga (Zlato obdobje), ki vsebuje konec sveta, kakršnega poznamo in povratek Zemlje v stanje raja.

## Fikcijski dogodki
- H. G. Wells je v romanu Time machine (Časovni stroj), glavnega protagonista, časovnega popotnika postavil v 801. tisočletje. Morloki vladajo ponoči, »ljudje« pa podnevi.